# Bodlok pestrý
Bodlok pestrý (Paracanthurus hepatus (Linnaeus, 1766)) je menší ryba z řádu Acanthuriformes, jediný zástupce rodu bodlok (Paracanthurus). Je známá pro svou výraznou, modrou barvu, díky které získala mnoho přezdívek a také se stala oblíbenou součástí mořských akvárií. Tato ryba je dostupná ve specializovaných prodejnách s akvaristikou, oblíbenost mezi chovateli značně stoupla po uveřejnění filmu Hledá se Nemo, ve kterém představoval zmatenou rybku Dory. Vysoký zájem veřejnosti o bodloka pestrého a další ryby, které se vyskytly v pohádce Hledá se Nemo, zejména pak zájem o klauna očkatého (Amphiprion ocellaris), mohou způsobit těmto druhům ryb značné potíže. Je zaznamenán zvýšený zájem lidí, kteří je chtějí chovat ve svých akváriích, tudíž tyto ryby jsou více loveny ze svých přirozených domovů v mořích, kde jich značně ubývá. Časem by se tedy mohlo stát, že díky tomu dojde k vyhynutí v jejich přirozených stanovištích.

## Popis
Většinu těla bodloka pestrého pokrývá výrazná, královská modř. Na vrchní, temenní části těla se táhne tmavě modrý, až načernalý pruh, vedoucí po celé délce až k ocasu. Prsní a kaudální ploutve jsou jasně žluté. Zbarvení se v průběhu života mění. Mladí bodloci mají tělo zbarvené do jasně žluté a pokryté modrými skvrnami v blízkosti očí. Dospíváním se jejich tělo postupně zbarvuje do modra.
Velikost dospělých jedinců se pohybuje v průměru mezi 25 až 31 cm na délku a dosahují v průměru 600 g. Samci jsou zpravidla větší než samičky.
Tělo bodloka pestrého obsahuje celkem 9 hřbetních trnů, 19–20 měkkých hřbetních paprsků, 3 anální trny a 18–19 měkkých análních paprsků.
Kaudální hřbet bodloka pestrého obsahuje toxiny, které způsobují ochromení a bolest malým dravcům. Člověku tyto toxiny způsobí bolest a podráždění. Kaudální hřbet je rovněž velmi ostrý, a tudíž ji bodlok využívá, pokud se cítí být ohrožen.

## Výskyt
Bodlok pestrý je ryba výhradně mořská, nachází se v tropických a subtropických pobřežních oblastech, kde jsou teploty přibližně mezi 24–26 °C. Nachází se v hloubkách mezi 2 až 40 m.
Vyskytují se poblíž korálů, a to především u pórovníku kulatého (Pocillopora eydouxi), který jim slouží jako ochranná skrýš a útočiště, pokud se cítí ohroženi. Korálové útesy jim rovněž slouží jako zdroj potravy, rostlinný materiál a řasy jsou důležitou složkou potravy bodloka. Bodlok pestrý se vyskytuje v Indickém a rovněž Tichém oceánu.

## Rozmnožování
Bodlok pestrý se přirozeně vyskytuje v početných skupinách, které tvoří samice i samci. Na počátku rozmnožování skupina plave směrem vzhůru, při čemž uvolňuje do moře pohlavní buňky, gamety, které jsou rozptýleny ve vodním sloupci. Zrychlené plavání směrem vzhůru umožní promíchaní a rozptýlení těchto gamet (spermií a vajíček). V oblasti Pacifiku dochází nejčastěji k tření v období od prosince do června. V oblastech, kde nejsou výrazné odchylky teplot vody během roku, může docházet k tření po celý rok. Během jednoho tření může samice bodloka vypustit až 40 000 vajíček. 
K vylíhnutí larev dochází v průměru po 25 až 28 hodinách. Larvy jsou malé a průsvitné mají pouze základní kaudální trny. Dosáhnutí jejich sexuální zralosti pak určujeme podle jejich velikosti. Samci dosahují sexuální zralosti při délce přibližně 11 cm a samičky při délce přibližně 13 cm. Odpovídá to přibližně veku 9–12 měsíců. Ve volné přírodě se bodlok může dožít až 30 let. V zajetí, v akváriích je náchylnější k nemocem a jeho průměrná délka života je 12–14 let, s maximem 20 let.
U tohoto druhu ryb nebyl pozorován žádný typ rodičovství či péče o potomky.

## Chování
Bodlok pestrý je pouze výjimečně viděn osamoceně. Většinou žije ve skupinách, přičemž není výjimečné, že tyto skupiny tvoří i jiné rody bodloků, jako například Acanthurus, Ctenochaetus, Zebrasoma či Prionurus. Mezi samci je popsáno soupeření a násilné chování, během něhož samci okolo sebe krouží a vystavují svůj kaudální hřbet, jež je velmi ostrý a jedovatý a který využívají rovněž v boji proti dravcům. Dominantní samci si takto vyhrazují své společenské postavení a vyhraňují si své území. 
Pokud má bodlok strach, schovává se v korálech či za kameny. Pokud se cítí být ohrožený dravcem, hraje mrtvého, leží na boku a nehýbe se.

## Komunikace
Bodloci komunikují změnou barvy svého těla, která je ovlivněná jejich aktuálním vnímáním prostředí.  Pokud je bodlok ve stresu, jeho modré zbarvení je sytější, a naopak černé skvrny mohou vyblednout. Ostatní ve skupině mohou tuto barevnou změnu zpozorovat a připravit se tak na možné problémy či ohrožení.

## Potrava
Bodlok pestrý je všežravý. Jeho stravu tvoří plankton, ale především řasy, které vytrhávají pomocí svých zoubků ze skal a korálů. Tím zamezují přemnožení řas, které by jinak mohly korály zahubit. Rovněž se živí zooplanktonem, mořskými rostlinami či mikrořasy.

## Predace
Mezi nejčastější predátory bodloka patří tuňák (Thunnus), kranas rudý (Caranx ruber) či kanic tygří (Mycteroperca tigris).
Jako ochrana před predátory mu slouží ostrý kaudální hřbet, který je rovněž jedovatý a obsahuje toxiny, čímž mohou způsobit nepříteli značnou bolest. Výhodu proti predátorům rovněž bodloku přináší jeho život ve skupinách. Pokud tedy bodloka ohrozí predátor, tato supina se semkne a společně predátora obklopí a zaútočí na něj. V boji proti predátorům mu také slouží jeho zbarvení, které dává najevo, že má jedovatý hřbet.